# Presidente de la Comisión de la Unión Africana
La presidencia de la Comisión de la Unión Africana dirige la Comisión de la Unión Africana que es el secretariado de la Unión Africana. 
Ostenta la máxima responsabilidad de la Comisión de la Unión Africana y es representante legal de la Unión Africana, además de responsable de la organización del presupuesto de la Comisión.
La función, establecida durante la creación de la Unión Africana el 9 de julio de 2002 sucede a la del secretaría general de la Organización de la Unión Africana. Su titular tiene un mandato de cuatro años, renovable por una vez, y su nombre es acordado por la Conferencia de los jefes de Estado y de gobierno de la Unión Africana que a su vez tiene una presidencia elegida anualmente. La elección y los mandatos están regulados por el Reglamento interior de la Conferencia de la Unión Africana, el Reglamento interior del Consejo ejecutivo y los Estatutos de la Comisión.
La presidencia de la Comisión de la Unión Africana está apoyada por una vicepresidencia, en la actualidad ostentada por Thomas Kwesi Quartey de Ghana y ocho comisarías responsables de: paz y seguridad, asuntos políticos, infraestructura y energía, asuntos sociales, comercio e industria, economía rural y agricultura, recursos humanos y ciencias y tecnología y asuntos económicos. Sus titulares son elegidos por el Consejo ejecutivo.
Desde febrero de 2025 quién ostenta la presidencia de la Comisión es el diplomático djibouti Mahmoud Ali Youssouf, elegido el 15 de febrero de 2025.
La Comisión de la Unión Africana sirve como una rama administrativa de la Unión, y como una secretaría de la comisión del Parlamento africano.[cita requerida]

## Histórico de presidencias de la Comisión de la Unión Africana
| Presidente de la Comisión de la Unión Africana |                          |                          |                 |
| Nombre                                         | Inicio                   | Fin                      | País            |
| Amara Essy (interino)                          | 9 de julio de 2002       | 16 de septiembre de 2003 | Costa de Marfil |
| Alpha Oumar Konaré                             | 16 de septiembre de 2003 | 28 de abril de 2008      | Mali            |
| Jean Ping                                      | 28 de abril de 2008      | 15 de octubre de 2012    | Gabón           |
| Nkosazana Dlamini-Zuma                         | 15 de octubre de 2012    | 30 de enero de 2017      | Sudáfrica       |
| Moussa Faki                                    | 30 de enero de 2017      | Actualidad               | Chad            |